# ویکتور پاتینو فومکه
ویکتور پاتینو فومکه (انگلیسی: Victor Patiño-Fomeque؛ زادهٔ ۳۱ ژانویهٔ ۱۹۵۹) یک قاچاقچی مواد مخدر اهل کلمبیا است که از اعضای کارتل کالی و کارتل درهٔ شمالی محسوب می‌شد که در حال حاضر پس از گذراندن شش سال زندان در ایالات متحده، دوباره در تجارت مواد مخدر فعال شده‌است. پاتینو مسئول تضمین امنیت و اثربخشی عملیات دریایی محموله‌های مواد مخدر کارتل کالی بود. او در ۲۴ ژوئن ۱۹۹۵ تسلیم مقامات کلمبیایی شد و به ۱۲ سال زندان محکوم گردید.